# Franz Födermayr
Franz Födermayr (* 13. September 1933 in Grieskirchen, Oberösterreich; † 4. April 2020 in Wien) war ein österreichischer Musikwissenschaftler.

## Leben
Födermayr studierte an der Universität Wien bei Erich Schenk ab 1954 Musikwissenschaft (Promotion 1964). Von 1964 bis 1974 wirkte er als Hochschulassistent am musikwissenschaftlichen Institut der Universität, 1972 erfolgte seine Habilitation.
Ab 1973 bekleidete er die Professur für Vergleichende Musikwissenschaft an der Universität Wien, an der er 1999 emeritiert wurde. Ab 1986 fungierte er vier Jahre als Präsident der Österreichischen Gesellschaft für Musikwissenschaft. Von 1987 bis 1997 war er Direktoriumsmitglied der Internationalen Gesellschaft für Musikwissenschaft.

## Veröffentlichungen (Auswahl)
- Die musikwissenschaftlichen Phonogramme Ludwig Zöhrers von den Tuareg der Sahara, Dissertation, Wien 1964
- Zur gesanglichen Stimmgebung in der außereuropäischen Musik, 1971
- mit Rudolf Flotzinger und Josef-Horst Lederer Hrsg. der MusAu 6 (1986)